# Listă de filme western din anii 1970
Aceasta este o listă de filme western din anii 1970.
| 1970                                                               |                                 | |                                                       |                                                                           |
| Balada lui Cable Hogue                                             | Sam Peckinpah                   | Jason Robards, Stella Stevens, David Warner | Statele Unite ale Americii                            | end of an era Western                                                     |
| Cannon for Cordoba                                                 | Paul Wendkos                    | George Peppard, Giovanna Ralli, Raf Vallone, Pete Duel | ,                                                     | Mexico Western                                                            |
| The Cheyenne Social Club                                           | Gene Kelly                      | James Stewart, Henry Fonda, Shirley Jones | Statele Unite ale Americii                            | comedy Western                                                            |
| Chisum                                                             | Andrew McLaglen                 | John Wayne, Ben Johnson, Forrest Tucker | Statele Unite ale Americii                            | Western tradițional                                                       |
| Chuck Moll                                                         | Enzo Barboni                    | Leonard Mann, Woody Strode, Peter Martell, George Eastman | Italia                                                | Spaghetti Western                                                         |
| Cockeyed Cowboys of Calico County                                  | Anton Leader                    | Dan Blocker, Nanette Fabray | Statele Unite ale Americii                            | comedy Western                                                            |
| Compañeros                                                         | Sergio Corbucci                 | Franco Nero, Tomas Milian, Jack Palance | Italia                                                | Spaghetti Western                                                         |
| El Condor                                                          | John Guillermin                 | Jim Brown, Lee Van Cleef, Patrick O'Neal, Marianna Hill | Statele Unite ale Americii                            | Western tradițional                                                       |
| Cry Blood, Apache                                                  | Jack Starrett                   | Jody McCrea, Joel McCrea | Statele Unite ale Americii                            | B Western                                                                 |
| Dirty Dingus Magee                                                 | Burt Kennedy                    | Frank Sinatra, George Kennedy | Statele Unite ale Americii                            | comedy Western                                                            |
| Five Bloody Graves                                                 | Al Adamson                      | Robert Dix | Statele Unite ale Americii                            | horror Western                                                            |
| Five Savage Men (aka, The Animals)                                 | Ron Joy                         | Michele Carey, Henry Silva, John Anderson | Statele Unite ale Americii                            | revisionist Western                                                       |
| The Intruders                                                      | William A. Graham               | Don Murray, Anne Francis, Edmond O'Brien, John Saxon (actor), Gene Evans, Edward Andrews, Shelly Novack, Harry Dean Stanton, Stuart Margolin, Zalman King, Phillip Alford, Harrison Ford | Statele Unite ale Americii                            | B Western                                                                 |
| Land Raiders                                                       | Nathan Juran                    | Telly Savalas, George Maharis | Statele Unite ale Americii                            | B Western                                                                 |
| Micul om mare                                                      | Arthur Penn                     | Dustin Hoffman, Faye Dunaway, Chief Dan George | Statele Unite ale Americii                            | revisionist Western                                                       |
| A Man Called Horse                                                 | Elliot Silverstein              | Richard Harris, James Gammon, Dub Taylor | Statele Unite ale Americii                            | Western Drama                                                             |
| A Man Called Sledge                                                | Vic Morrow                      | James Garner, Dennis Weaver, Claude Akins | Italia                                                | Spaghetti Western                                                         |
| The McMasters                                                      | Alf Kjellin                     | Burl Ives, David Carradine, Brock Peters, Jack Palance | Statele Unite ale Americii                            | revisionist Western                                                       |
| Monte Walsh                                                        | William A. Fraker               | Lee Marvin, Jack Palance | Statele Unite ale Americii                            | Western tradițional                                                       |
| Ned Kelly                                                          | Tony Richardson                 | Mick Jagger, Mark McManus, Clarissa Kaye | Regatul Unit al Marii Britanii și al Irlandei de Nord | Outback Western                                                           |
| The Over-the-Hill Gang Rides Again                                 | George McCowan                  | Walter Brennan, Fred Astaire, Edgar Buchanan, Andy Devine, Chill Wills | Statele Unite ale Americii                            | comedy Western                                                            |
| Rio Lobo                                                           | Howard Hawks                    | John Wayne | Statele Unite ale Americii                            | Western tradițional                                                       |
| Roy Colt and Winchester Jack                                       | Mario Bava                      | Brett Halsey, Charles Southward | Italia                                                | Spaghetti Western                                                         |
| Soldier Blue                                                       | Ralph Nelson                    | Peter Strauss, Candice Bergen, Donald Pleasence | Statele Unite ale Americii                            | revisionist Western                                                       |
| Speedy Gonzales – noin 7 veljeksen poika                           | Ere Kokkonen                    | Spede Pasanen, Esko Salminen, Ville-Veikko Salminen | Finlanda                                              | comedy Western                                                            |
| Su Precio...Unos Dólares                                           | Raúl de Anda hijo               | Rodolfo de Anda, Sonia Furió, Pedro Armandáriz, Jr, Mário Almada | Mexic                                                 | revisionist Western                                                       |
| There Was a Crooked Man...                                         | Joseph L. Mankiewicz            | Kirk Douglas, Henry Fonda | Statele Unite ale Americii                            | comedy Western                                                            |
| Tödlicher Irrtum                                                   | Konrad Petzold                  | Armin Mueller-Stahl, Gojko Mitic | Germania de Est                                       | revisionist Western                                                       |
| El Topo                                                            | Alejandro Jodorowsky            | Alejandro Jodorowsky, Brontis Jodorowsky | Mexic                                                 | Acid Western                                                              |
| Tough Guys of the Prairie                                          | Carl Ottosen                    | Dirch Passer, Paul Hagen, Preben Kaas | Danemarca                                             | comedy Western                                                            |
| Two Mules for Sister Sara                                          | Don Siegel                      | Clint Eastwood, Shirley MacLaine | ,                                                     | Western tradițional                                                       |
| 1971                                                               |                                 | |                                                       |                                                                           |
| Acquasanta Joe                                                     | Mario Gariazzo                  | Ty Hardin, Richard Harrison | Italia                                                | Spaghetti Western                                                         |
| Adiós, Sabata                                                      | Gianfranco Parolini             | Yul Brynner | Italia                                                | Spaghetti Western                                                         |
| Bad Man's River (aka, Hunt the Man Down)                           | Eugenio Martín                  | Lee Van Cleef, James Mason, Gina Lollobrigida | ,                                                     | Euro-Western                                                              |
| Big Jake                                                           | George Sherman                  | John Wayne, Richard Boone | Statele Unite ale Americii                            | Western tradițional                                                       |
| Black Noon                                                         | Bernard L. Kowalski             | Roy Thinnes, Yvette Mimieux, Lynn Loring | Statele Unite ale Americii                            | Horror Western                                                            |
| The Bull of the West                                               | Jerry Hopper, Paul Stanley      | Charles Bronson, Lee J. Cobb, Clu Gulager, Ben Johnson, Brian Keith, George Kennedy, Doug McClure, Geraldine Brooks, DeForest Kelley                                                     | Statele Unite ale Americii                            | B Western (two episodes of the TV-series 'The Virginian' edited together) |
| Captain Apache                                                     | Alexander Singer                | Lee Van Cleef, Carroll Baker, Stuart Whitman | ,                                                     | Euro-Western                                                              |
| Catlow                                                             | Sam Wanamaker                   | Yul Brynner, Richard Crenna, Leonard Nimoy | Statele Unite ale Americii                            | outlaw Western                                                            |
| Çilginlar ordusu                                                   | T. Fikret Uçak                  | Yilmaz Köksal, Yavuz Selekman, Ihsan Gedik | Turcia                                                |                                                                           |
| Daisy Town                                                         | René Goscinny                   | Marcel Bozzuffi, Pierre Trabaud | ,                                                     | animated Euro-Western                                                     |
| The Deserter                                                       | Niksa Fulgosi, Burt Kennedy     | Bekim Fehmio, Richard Crenna, Chuck Connors, Ricardo Montalbán | ,                                                     | Euro-Western                                                              |
| Doc                                                                | Frank Perry                     | Stacy Keach, Faye Dunaway | Statele Unite ale Americii                            | outlaw Western                                                            |
| A Fistful of Dynamite                                              | Sergio Leone                    | James Coburn, Rod Steiger | Italia                                                | Spaghetti Western                                                         |
| Four Rode Out                                                      | John Peyser                     | Sue Lyon, Pernell Roberts, Leslie Nielsen | ,                                                     | B Western                                                                 |
| A Gunfight                                                         | Lamont Johnson                  | Kirk Douglas, Johnny Cash, Jane Alexander, Karen Black | Statele Unite ale Americii                            | outlaw Western                                                            |
| Hannie Caulder                                                     | Burt Kennedy                    | Raquel Welch, Robert Culp, Ernest Borgnine | ,                                                     | Euro-Western                                                              |
| Her kursuna bir ölü                                                | Mehmet Aslan                    | Irfan Atasoy, Feri Cansel, Erol Tas | Turcia                                                |                                                                           |
| The Hired Hand                                                     | Peter Fonda                     | Peter Fonda, Warren Oates, Verna Bloom | Statele Unite ale Americii                            | Acid Western                                                              |
| Hitched                                                            | Boris Sagal                     | Sally Field, Tim Matheson | Statele Unite ale Americii                            | romance Western                                                           |
| The Hunting Party                                                  | Don Medford                     | Oliver Reed, Gene Hackman, Candice Bergen | Regatul Unit al Marii Britanii și al Irlandei de Nord | Euro-Western                                                              |
| Lawman                                                             | Michael Winner                  | Burt Lancaster, Robert Ryan, Lee J. Cobb, Robert Duvall | Statele Unite ale Americii                            | Western tradițional                                                       |
| La mula de Cullen Baker                                            | René Cardona                    | Rodolfo de Anda, Armando Costa | Mexic                                                 | Mexico Western                                                            |
| Lock, Stock and Barrel                                             | Jerry Thorpe                    | Tim Matheson, Belinda Montgomery | Statele Unite ale Americii                            | romance Western                                                           |
| Long Live Your Death (aka, Don't Turn the Other Cheek!)            | Duccio Tessari                  | Franco Nero, Eli Wallach, Lynn Redgrave | Italia                                                | Spaghetti Western                                                         |
| McCabe și doamna Miller                                            | Robert Altman                   | Warren Beatty, Julie Christie, René Auberjonois | Statele Unite ale Americii                            | Anti-Western                                                              |
| Man in the Wilderness                                              | Richard C. Sarafian             | Richard Harris | Statele Unite ale Americii                            |                                                                           |
| Osceola                                                            | Konrad Petzold                  | Gojko Mitic, Horst Schulze | ,                                                     | Red Florida Western                                                       |
| Un par de asesinos                                                 | Rafael Romero Marchent          | | Spania                                                |                                                                           |
| Les Pétroleuses (aka, The Legend of Frenchie King)                 | Christian-Jaque                 | Brigitte Bardot, Claudia Cardinale, Michael J. Pollard | Franța                                                | comedy/Euro-Western                                                       |
| Soare roșu                                                         | Terence Young                   | Charles Bronson, Ursula Andress, Toshirō Mifune | Statele Unite ale Americii                            | Samurai Western                                                           |
| Return of Sabata                                                   | Gianfranco Parolini             | Lee Van Cleef | Italia                                                | Spaghetti Western                                                         |
| Shoot Out                                                          | Henry Hathaway                  | Gregory Peck, Patricia Quinn, James Gregory | Statele Unite ale Americii                            | outlaw Western                                                            |
| Skin Game                                                          | Paul Bogart, Gordon Douglas     | James Garner, Louis Gossett, Jr. | Statele Unite ale Americii                            | comedy Western                                                            |
| Something Big                                                      | Andrew V. McLaglen              | Dean Martin, Honor Blackman, Brian Keith | Statele Unite ale Americii                            | comedy Western                                                            |
| Support Your Local Gunfighter                                      | Burt Kennedy                    | James Garner, Suzanne Pleshette | Statele Unite ale Americii                            | comedy Western                                                            |
| They Call Me Trinity                                               | Enzo Barboni                    | Terence Hill, Bud Spencer | Italia                                                | Spaghetti Western                                                         |
| A Town Called Hell                                                 | Robert Parrish                  | Telly Savalas, Stella Stevens, Robert Shaw | ,                                                     | Euro-Western                                                              |
| The Unhanged                                                       | Spede Pasanen, Vesa-Matti Loiri | Spede Pasanen, Vesa-Matti Loiri, Simo Salminen | Finlanda                                              | comedy Western                                                            |
| Valdez Is Coming                                                   | Edwin Sherin                    | Burt Lancaster, Susan Clark | Statele Unite ale Americii                            | revisionist Western                                                       |
| Wild Rovers                                                        | Blake Edwards                   | William Holden, Ryan O'Neal | Statele Unite ale Americii                            | epic Western                                                              |
| Yuma                                                               | Ted Post                        | Clint Walker, Barry Sullivan | Statele Unite ale Americii                            | Western tradițional                                                       |
| Zachariah                                                          | George Englund                  | John Rubinstein, Don Johnson | Statele Unite ale Americii                            | Acid Western                                                              |
| 1972                                                               |                                 | |                                                       |                                                                           |
| Los Amigos                                                         | Paolo Cavara                    | Franco Nero, Anthony Quinn | Italia                                                | Spaghetti Western                                                         |
| Bad Company                                                        | Robert Benton                   | Barry Brown, Jeff Bridges | Statele Unite ale Americii                            | Acid Western                                                              |
| La Banda J.S.: Cronaca criminale del Far West (aka, Sonny and Jed) | Sergio Corbucci                 | Tomas Milian, Susan George, Telly Savalas | Italia                                                | comedy/Spaghetti Western                                                  |
| The Bravos                                                         | Ted Post                        | George Peppard, Pernell Roberts, Belinda Montgomery, L. Q. Jones | Statele Unite ale Americii                            | B Western                                                                 |
| Buck and the Preacher                                              | Sidney Poitier                  | Sidney Poitier, Harry Belafonte | Statele Unite ale Americii                            | revisionist Western                                                       |
| Condenados a vivir (aka, Cut-Throats Nine)                         | Joaquin Luis Romero Marchent    | Claudio Undari, Emma Cohen, Alberto Dalbés | Spania                                                | Euro-Western                                                              |
| Cry for Me, Billy                                                  | William A. Graham               | Cliff Potts, Maria Potts | Statele Unite ale Americii                            |                                                                           |
| Chato's Land                                                       | Michael Winner                  | Charles Bronson, Jack Palance | Statele Unite ale Americii                            | revisionist Western                                                       |
| Cowboy                                                             | Mark Rydell                     | John Wayne, Roscoe Lee Browne, Bruce Dern | Statele Unite ale Americii                            | Western tradițional                                                       |
| The Culpepper Cattle Co.                                           | Dick Richards                   | Gary Grimes, Billy Green Bush Bo Hopkins | Statele Unite ale Americii                            | cattle drive Western                                                      |
| El desafío de Pancho Villa (aka, Vendetta)                         | Eugenio Martín                  | Telly Savalas, Clint Walker, Chuck Connors, Anne Francis | ,                                                     | Mexico Western                                                            |
| Dirty Little Billy                                                 | Stan Dragoti                    | Michael J. Pollard | Statele Unite ale Americii                            | Acid Western                                                              |
| Evil Roy Slade                                                     | Jerry Paris                     | John Astin | Statele Unite ale Americii                            | comedy Western                                                            |
| The Great Northfield Minnesota Raid                                | Philip Kaufman                  | Cliff Robertson, Robert Duvall | Statele Unite ale Americii                            | outlaw Western                                                            |
| The Honkers                                                        | Steve Ihnat                     | James Coburn | Statele Unite ale Americii                            | contemporary Western                                                      |
| It Can Be Done Amigo                                               | Maurizio Lucidi                 | Bud Spencer, Jack Palance | ,                                                     | Euro-Western                                                              |
| Jeremiah Johnson                                                   | Sydney Pollack                  | Robert Redford, Will Geer, Stefan Gierasch, Delle Bolton | Statele Unite ale Americii                            | Western tradițional                                                       |
| Joe Kidd                                                           | John Sturges                    | Clint Eastwood, Robert Duvall | Statele Unite ale Americii                            | Western tradițional                                                       |
| Judas toma tus monedas                                             | Alfonso Balcazar                | | Spania                                                | Spaghetti Western                                                         |
| J. W. Coop                                                         | Cliff Robertson                 | Cliff Robertson, Geraldine Page, Cristina Ferrare | Statele Unite ale Americii                            | contemporary Western                                                      |
| Kanun adami                                                        | Nazmi Özer                      | Ayhan Isik, Salih Güney, Seyyal Taner | Turcia                                                |                                                                           |
| Legenda negrului Charley                                           | Martin Goldman                  | Fred Williamson, D'Urville Martin, Don Pedro Colley | Statele Unite ale Americii                            | Blaxploitation Western                                                    |
| Le llamaban Calamidad                                              | Alfonso Balcazar                | | Spania                                                | Spaghetti Western                                                         |
| The Life and Times of Judge Roy Bean                               | John Huston                     | Paul Newman | Statele Unite ale Americii                            |                                                                           |
| The Magnificent Seven Ride                                         | George McGowan                  | Lee Van Cleef, Stephanie Powers | Statele Unite ale Americii                            | Western tradițional                                                       |
| Man and Boy                                                        | E.W. Swackhamer                 | Bill Cosby, John Anderson | Statele Unite ale Americii                            | revisionist Western                                                       |
| The Marshal of Windy Hollow                                        | Jerry Whittington               | Sunset Carson, Ken Maynard, Tex Ritter | Statele Unite ale Americii                            | classic B Western                                                         |
| Molly and Lawless John                                             | Gary Nelson                     | Vera Miles, Sam Elliott, John Anderson | Statele Unite ale Americii                            | outlaw Western                                                            |
| My Name Is Shanghai Joe                                            | Mario Caiano                    | Klaus Kinski | Italia                                                | Spaghetti Western                                                         |
| Ölmek var dönmek yok                                               | Yilmaz Atadeniz                 | Irfan Atasoy, Feri Cansel, Erol Tas | Turcia                                                |                                                                           |
| Pancho Villa                                                       | Eugenio Martín                  | Telly Savalas, Clint Walker, Chuck Connors | ,                                                     | Spaghetti Western                                                         |
| Panhandle 38                                                       | Antonio Secchi                  | Keenan Wynn, Scott Holden, Delia Boccardo | Italia                                                | Spaghetti Western                                                         |
| Pocket Money                                                       | Stuart Rosenberg                | Paul Newman, Lee Marvin, Strother Martin | Statele Unite ale Americii                            | contemporary Western                                                      |
| The Proud and the Damned                                           | Ferde Gofré Jr.                 | Chuck Connors, Cesar Romero, Peter Ford | Statele Unite ale Americii                            |                                                                           |
| A Reason to Live, a Reason to Die                                  | Tonino Valerii                  | James Coburn, Telly Savalas, Bud Spencer | Italia                                                | Spaghetti Western                                                         |
| El retorno de Clint el solitario                                   | Alfonso Balcazar                | George Martin, Marina Malfatti, Klaus Kinski | Spania                                                | Spaghetti Western                                                         |
| The Revengers                                                      | Daniel Mann                     | William Holden, Ernest Borgnine, Woody Strode | Statele Unite ale Americii                            | revisionist Western                                                       |
| Sehvet                                                             | Tunç Basaran                    | Tamer Yigit, Figen Han, Fatma Belgen | Turcia                                                |                                                                           |
| Seytan tirnagi                                                     | Taner Oguz                      | Istemi Betil, Deniz Erkanat, Hüseyin Zan | Turcia                                                |                                                                           |
| Tecumseh                                                           | Hans Kratzert                   | Gojko Mitić, Annekathrin Bürger | Germania de Est                                       | frontier Red Western                                                      |
| Trinity Is Still My Name                                           | Enzo Barboni                    | Terence Hill, Bud Spencer | Italia                                                | Spaghetti Western                                                         |
| Ulzana's Raid                                                      | Robert Aldrich                  | Burt Lancaster, Bruce Davison | Statele Unite ale Americii                            |                                                                           |
| Vsadnik bez golovy                                                 | Vladimir Vaynshtok              | Lyudmila Savelyeva, Oleg Vidov | ,                                                     |                                                                           |
| The Wrath of God                                                   | Ralph Nelson                    | Robert Mitchum, Frank Langella, Rita Hayworth | Statele Unite ale Americii                            |                                                                           |
| 1973                                                               |                                 | |                                                       |                                                                           |
| Apachen                                                            | Gottfried Kolditz               | Gojko Mitić, Milan Beli, Colea Răutu | Germania de Est                                       | Red Western                                                               |
| The Brothers O'Toole                                               | Richard Erdman                  | John Astin, Lee Meriwether, Pat Carroll | Statele Unite ale Americii                            | comedy Western                                                            |
| Cahill U.S. Marshal                                                | Andrew McLaglen                 | John Wayne, George Kennedy | Statele Unite ale Americii                            | Western tradițional                                                       |
| Chino                                                              | John Sturges, Duilio Coletti    | Charles Bronson, Jill Ireland | Italia                                                | Spaghetti Western                                                         |
| The Deadly Trackers                                                | Barry Shear                     | Richard Harris, Rod Taylor | Statele Unite ale Americii                            |                                                                           |
| Un dolar de recompensa                                             | Rafael Romero Marchent          | | Spania                                                |                                                                           |
| Don't Touch the White Woman!                                       | Marco Ferreri                   | Catherine Deneuve, Marcello Mastroianni, Michel Piccoli | ,                                                     | Surreal/farce Western                                                     |
| The Gatling Gun                                                    | Robert Gordon                   | Guy Stockwell, Robert Fuller, Patrick Wayne, Woody Strode | Statele Unite ale Americii                            | Western tradițional                                                       |
| Half-Breed                                                         | Harald Philipp                  | Lex Barker, Pierre Brice | ,                                                     | Euro-Western                                                              |
| High Plains Drifter                                                | Clint Eastwood                  | Clint Eastwood, Verna Bloom, Billy Curtis, Marianna Hill | Statele Unite ale Americii                            | Mystery/revisionist Western                                               |
| Jory                                                               | Jorge Fons                      | Robby Benson, John Marley | ,                                                     | Western tradițional                                                       |
| Kid Blue                                                           | James Frawley                   | Dennis Hopper, Warren Oates, Peter Boyle, Ben Johnson | Statele Unite ale Americii                            | comedy Western                                                            |
| Küçük Kovboy                                                       | Guido Zurli                     | İlker İnanoğlu, Cüneyt Arkın, Pascale Petit | ,                                                     |                                                                           |
| The Man Who Loved Cat Dancing                                      | Richard C. Sarafian             | Burt Reynolds, Sarah Miles, Lee J. Cobb | Statele Unite ale Americii                            | romance Western                                                           |
| My Name is Nobody                                                  | Tonino Valerii                  | Terence Hill, Henry Fonda, Jean Martin | Italia                                                | comedy/Spaghetti Western                                                  |
| Aurul negru din Oklahoma                                           | Stanley Kramer                  | George C. Scott, Faye Dunaway, John Mills, Jack Palance | Statele Unite ale Americii                            |                                                                           |
| One Little Indian                                                  | Bernard McEveety                | James Garner, Vera Miles | Statele Unite ale Americii                            | comedy Western                                                            |
| Pat Garrett and Billy the Kid                                      | Sam Peckinpah                   | James Coburn, Kris Kristofferson | Statele Unite ale Americii                            | outlaw Western                                                            |
| Pioneer Woman                                                      | Buzz Kulik                      | Joanna Pettet, William Shatner, David Janssen | Statele Unite ale Americii                            |                                                                           |
| Santee                                                             | Gary Nelson                     | Glenn Ford, Jay Silverheels | Statele Unite ale Americii                            | Western tradițional                                                       |
| The Soul of Nigger Charley                                         | Larry Spangler                  | Fred Williamson, D'Urville Martin, Denise Nicholas, Pedro Armendáriz, Jr. | Statele Unite ale Americii                            | Blaxploitation Western                                                    |
| The Train Robbers                                                  | Burt Kennedy                    | John Wayne, Ann-Margret | Statele Unite ale Americii                            | Western tradițional                                                       |
| Westworld                                                          | Michael Crichton                | Yul Brynner, Richard Benjamin, James Brolin | Statele Unite ale Americii                            | Science Fiction Western                                                   |
| 1974                                                               |                                 | |                                                       |                                                                           |
| Alien Thunder                                                      | Claude Fournier                 | Donald Sutherland, Gordon Tootoosis, Chief Dan George | Canada                                                | Canadian mountie revisionist Western                                      |
| Billy Two Hats                                                     | Ted Kotcheff                    | Gregory Peck, Desi Arnaz, Jr., Jack Warden | ,                                                     | Western tradițional                                                       |
| Blazing Saddles                                                    | Mel Brooks                      | Cleavon Little, Gene Wilder, Harvey Korman | Statele Unite ale Americii                            | comedy Western                                                            |
| Bring Me the Head of Alfredo Garcia                                | Sam Peckinpah                   | Warren Oates | Mexic                                                 | film noir Western                                                         |
| The Goldchild                                                      | John Badham                     | Jack Palance, Jack Warden, Keith Carradine | Statele Unite ale Americii                            | B Western                                                                 |
| The Gun and the Pulpit                                             | Daniel Petrie                   | Marjoe Gortner, Slim Pickens, Pamela Sue Martin | Statele Unite ale Americii                            | B Western                                                                 |
| Kit & Co.                                                          | Konrad Petzold                  | Dean Reed, Rolf Hoppe, Armin Mueller-Stahl | Germania de Est                                       | comedy Western                                                            |
| The Life and Times of Grizzly Adams                                | Richard Friedenberg             | Dan Haggerty, Denver Pyle, Don Shanks | Statele Unite ale Americii                            | adventure Western                                                         |
| The Spikes Gang                                                    | Richard Fleischer               | Lee Marvin, Gary Grimes | Statele Unite ale Americii                            | outlaw Western                                                            |
| The Stranger and the Gunfighter                                    | Antonio Margheriti              | Lee Van Cleef, Lo Lieh, Femi Benussi | ,                                                     | Kung-Fu/Spaghetti Western                                                 |
| This is the West That Was                                          | Fielder Cook                    | Ben Murphy, Kim Darby, Jane Alexander | Statele Unite ale Americii                            | B comedy Western                                                          |
| Ulzana                                                             | Gottfried Kolditz               | Gojko Mitić, Renate Blume, Colea Răutu | ,                                                     | Red Western                                                               |
| Zandy's Bride                                                      | Jan Troell                      | Gene Hackman, Liv Ullmann | Statele Unite ale Americii                            | revisionist Western                                                       |
| 1975                                                               |                                 | |                                                       |                                                                           |
| Against a Crooked Sky                                              | Earl Bellamy                    | Richard Boone | Statele Unite ale Americii                            | Western tradițional                                                       |
| The Apple Dumpling Gang                                            | Norman Tokar                    | Bill Bixby, Tim Conway, Don Knotts | Statele Unite ale Americii                            | comedy Western                                                            |
| Bite the Bullet                                                    | Richard Brooks                  | Gene Hackman, James Coburn, Candice Bergen, Ben Johnson | Statele Unite ale Americii                            | action/adventure Western                                                  |
| Blazing Stewardesses                                               | Al Adamson                      | Yvonne De Carlo, The Ritz Brothers, Don "Red" Barry, Bob Livingston | Statele Unite ale Americii                            | sex comedy Western                                                        |
| Blutsbrüder                                                        | Werner W. Wallroth              | Gojko Mitić, Dean Reed | Germania de Est                                       | romance Red Western                                                       |
| Boss Nigger                                                        | Jack Arnold                     | Fred Williamson, D'Urville Martin, William Smith | Statele Unite ale Americii                            | Blaxploitation Western                                                    |
| A Dirty Western                                                    | Joseph F. Robertson             | Barbara Bourbon, Richard O'Neal, Geoff Parker | Statele Unite ale Americii                            | adult (pornographic) Western                                              |
| Les Filles du Golden Saloon                                        | Gilbert Roussel                 | Sandra Julien, Evelyne Scott | Franța                                                | Euro-Western                                                              |
| Four of the Apocalypse                                             | Lucio Fulci                     | Fabio Testi, Tomas Milian | Italia                                                | Spaghetti Western                                                         |
| God's Gun (aka, Diamante Lobo)                                     | Gianfranco Parolini             | Lee Van Cleef, Jack Palance, Richard Boone, Sybil Danning | ,                                                     | Spaghetti western                                                         |
| Hearts of the West                                                 | Howard Zieff                    | Jeff Bridges, Andy Griffith, Donald Pleasence, Blythe Danner | Statele Unite ale Americii                            | comedy Western                                                            |
| I Will Fight No More Forever                                       | James Whitmore                  | Ned Romero, Sam Elliott, James Whitmore | Statele Unite ale Americii                            | biographical Western                                                      |
| Inn of the Damned                                                  | Terry Bourke                    | Judith Anderson, Alex Cord, Michael Craig | Australia                                             | Horror Western                                                            |
| The Last Day                                                       | Vincent McEveety                | Richard Widmark, Barbara Rush, Robert Conrad, Richard Jaeckel, Tim Matheson, Christopher Connelly, Tom Skerritt                                                                          | Statele Unite ale Americii                            | B Western                                                                 |
| Mackintosh and T.J.                                                | Marvin J. Chomsky               | Roy Rogers, Clay O'Brien, Billy Green Bush, Joan Hackett | Statele Unite ale Americii                            | Western tradițional                                                       |
| Posse                                                              | Kirk Douglas                    | Kirk Douglas, Bruce Dern | Statele Unite ale Americii                            | Western tradițional                                                       |
| Rancho Deluxe                                                      | Frank Perry                     | Jeff Bridges, Sam Waterston | Statele Unite ale Americii                            | comedy Western                                                            |
| Rooster Cogburn                                                    | Stuart Millar                   | John Wayne, Katharine Hepburn | Statele Unite ale Americii                            | Western tradițional                                                       |
| Sally Fieldgood & Co                                               | Boon Collins                    | Brian Brown, Valerie Ambrose | Canada                                                | B Western                                                                 |
| Take a Hard Ride                                                   | Antonio Margheriti              | Lee Van Cleef, Jim Brown, Dana Andrews | Italia                                                | Spaghetti Western                                                         |
| The True Story of Eskimo Nell                                      | Richard Franklin                | Max Gillies, Serge Lazareff, Butcher Vachon | Australia                                             | comedy Western                                                            |
| The White, the Yellow, and the Black                               | Sergio Corbucci                 | Giuliano Gemma, Tomas Milian, Eli Wallach | Italia                                                | comedy/Spaghetti Western                                                  |
| Winterhawk                                                         | Charles B. Pierce               | Leif Erickson, Woody Strode, Denver Pyle | Statele Unite ale Americii                            |                                                                           |
| 1976                                                               |                                 | |                                                       |                                                                           |
| Adiós Amigo                                                        | Fred Williamson                 | Fred Williamson, Richard Pryor | Statele Unite ale Americii                            | comedy Western                                                            |
| The Adventures of Frontier Fremont                                 | Richard Friedenberg             | Dan Haggerty, Denver Pyle | Statele Unite ale Americii                            | adventure Western                                                         |
| Banjo Hackett: Roamin' Free                                        | Andrew McLaglen                 | Don Meredith, Jeff Corey, L. Q. Jones | Statele Unite ale Americii                            | B Western                                                                 |
| Buffalo Bill and the Indians, or Sitting Bull's History Lesson     | Robert Altman                   | Paul Newman, Joel Grey, Kevin McCarthy, Harvey Keitel, Geraldine Chaplin, | Statele Unite ale Americii                            | revisionist Western                                                       |
| Pentru un pumn de... ceapă                                         | Enzo G. Castellari              | Franco Nero, Sterling Hayden, Martin Balsam | Italia                                                | comedy/Spaghetti Western                                                  |
| The Duchess and the Dirtwater Fox                                  | Melvin Frank                    | George Segal, Goldie Hawn | Statele Unite ale Americii                            | romance/comedy Western                                                    |
| From Noon till Three                                               | Frank D. Gilroy                 | Charles Bronson, Jill Ireland | Statele Unite ale Americii                            | romance/comedy Western                                                    |
| Guardian of Wilderness                                             | David O'Malley                  | Denver Pyle, John Dehner | Statele Unite ale Americii                            | biographical Western                                                      |
| Hawmps!                                                            | Joe Camp                        | James Hampton, Christopher Connelly, Slim Pickens, Denver Pyle | Statele Unite ale Americii                            | comedy Western                                                            |
| Keoma                                                              | Enzo G. Castellari              | Franco Nero, Woody Strode | Italia                                                | Spaghetti Western                                                         |
| The Last Hard Men                                                  | Andrew McLaglen                 | Charlton Heston, James Coburn | Statele Unite ale Americii                            | Western tradițional                                                       |
| Law of the Land                                                    | Virgil W. Vogel                 | Jim Davis, Don Johnson | Statele Unite ale Americii                            | B Western                                                                 |
| Mad Dog Morgan                                                     | Phillippe Mora                  | Dennis Hopper, Jack Thompson | Australia                                             | Australian Western                                                        |
| The Missouri Breaks                                                | Arthur Penn                     | Marlon Brando, Jack Nicholson | Statele Unite ale Americii                            | revisionist Western                                                       |
| The New Daughters of Joshua Cabe                                   | Bruce Bilson                    | John McIntire, Jack Elam | Statele Unite ale Americii                            | B comedy Western                                                          |
| The Outlaw Josey Wales                                             | Clint Eastwood                  | Clint Eastwood, Sondra Locke, Chief Dan George | Statele Unite ale Americii                            | outlaw/revisionist Western                                                |
| The Return of a Man Called Horse                                   | Irvin Kershner                  | Richard Harris | Statele Unite ale Americii                            | revisionist Western                                                       |
| The Shootist                                                       | Don Siegel                      | John Wayne, Lauren Bacall, Ron Howard | Statele Unite ale Americii                            | Western tradițional                                                       |
| Viva Zalata                                                        | Hassan Hafez                    | Fouad El-Mohandes, Shwikar, Sameer Ghanem | Egipt                                                 | comedy Western                                                            |
| 1977                                                               |                                 | |                                                       |                                                                           |
| Un autre homme, une autre chance                                   | Claude Lelouch                  | James Caan, Geneviève Bujold, Francis Huster | Franța                                                | Euro-Western                                                              |
| Kid Vengeance                                                      | Joseph Manduke                  | Lee Van Cleef, Jim Brown | ,                                                     | B Western                                                                 |
| Kit Carson and the Mountain Men                                    |                                 | Christopher Connelly, Robert Reed, Gary Lockwood | Statele Unite ale Americii                            | family Western                                                            |
| The Legend of Frank Woods                                          | Deno Paoli, Hagen Smith         | Hagen Smith, Troy Donahue | ,                                                     | B Western                                                                 |
| A Man Called Blade                                                 | Sergio Mantino                  | Maurizio Merli | Italia                                                | Spaghetti Western                                                         |
| Ransom for Alice!                                                  | David Lowell Rich               | Gil Gerard, Yvette Mimieux, Charles Napier | Statele Unite ale Americii                            | B Western                                                                 |
| Raw Deal                                                           | Russell Hugg                    | Gerard Kennedy, Gus Mercurio, Rod Mullinar | Australia                                             | Outback Western                                                           |
| The Shadow of Chikara                                              | Earl E. Smith                   | Joe Don Baker, Sondra Locke | Statele Unite ale Americii                            | Horror Western                                                            |
| Welcome to Blood City                                              | Peter Sasdy                     | Jack Palance, Keir Dullea | Canada                                                | Science Fiction Western                                                   |
| The White Buffalo                                                  | J. Lee Thompson                 | Charles Bronson, Kim Novak, Jack Warden | Statele Unite ale Americii                            | fantasy Western                                                           |
| 1978                                                               |                                 | |                                                       |                                                                           |
| La Ballade des Dalton                                              | René Goscinny, Henri Gruel      | Roger Carel, Georges Atlas, Daniel Ceccaldi | Franța                                                | animated Euro-Western                                                     |
| The Chant of Jimmie Blacksmith                                     | Fred Schepisi                   | Tom E. Lewis, Angela Punch | Australia                                             | Australian Western                                                        |
| China 9, Liberty 37                                                | Monte Hellman                   | Warren Oates, Jenny Agutter, Fabio Testi | Italia                                                | Spaghetti Western                                                         |
| Comes a Horseman                                                   | Alan J. Pakula                  | James Caan, Jane Fonda | Statele Unite ale Americii                            | contemporary Western                                                      |
| Desperate Women                                                    | Earl Bellamy                    | Ronee Blakley, John Crawford, Michael Delano | Statele Unite ale Americii                            | B Western                                                                 |
| Donner Pass: The Road to Survival                                  | James L. Conway                 | Robert Fuller, Andrew Prine, Michael Callan | Statele Unite ale Americii                            | B Western                                                                 |
| Goin' South                                                        | Jack Nicholson                  | Jack Nicholson, Mary Steenburgen, Christopher Lloyd | Statele Unite ale Americii                            | comedy Western                                                            |
| Hot Lead and Cold Feet                                             | Robert Butler                   | Jim Dale, Don Knotts, Darren McGavin, Karen Valentine, Jack Elam | Statele Unite ale Americii                            | comedy Western                                                            |
| The New Maverick                                                   | Hy Averback                     | James Garner, Charles Frank, Jack Kelly | Statele Unite ale Americii                            | B Western (based on TV- series 'Maverick')                                |
| Profetul, aurul și ardelenii                                       | Dan Pița                        | Mircea Diaconu, Ilarion Ciobanu, Ovidiu Iuliu Moldovan, Victor Rebengiuc | România                                               | comedy western                                                            |
| Shoot the Sun Down                                                 | David Leeds                     | Christopher Walken, Margot Kidder | Statele Unite ale Americii                            | Western tradițional                                                       |
| Silver Saddle                                                      | Lucio Fulci                     | Giuliano Gemma, Donald O'Brien, Aldo Sambrell | Italia                                                | Spaghetti Western                                                         |
| True Grit: A Further Adventure                                     | Richard T. Heffron              | Warren Oates | Statele Unite ale Americii                            | Western tradițional                                                       |
| Wild and Wooly                                                     | Philip Leacock                  | Charles Siebert, David Doyle, Elyssa Davalos | Statele Unite ale Americii                            | comedy Western                                                            |
| 1979                                                               |                                 | |                                                       |                                                                           |
| The Apple Dumpling Gang Rides Again                                | Vincent McEveety                | Tim Conway, Don Knotts, Tim Matheson | Statele Unite ale Americii                            | comedy Western                                                            |
| Artista, dolarii și ardelenii                                      | Dan Pița                        | Mircea Diaconu, Ilarion Ciobanu, Ovidiu Iuliu Moldovan, Rodica Tapalagă, Mircea Albulescu                                                                                                | România                                               | comedy Western                                                            |
| Butch and Sundance: The Early Days                                 | Richard Lester                  | Tom Berenger, William Katt | Statele Unite ale Americii                            | Western tradițional                                                       |
| Eagle's Wing                                                       | Anthony Harvey                  | Martin Sheen, Sam Waterston, Harvey Keitel | Regatul Unit al Marii Britanii și al Irlandei de Nord | Euro-Western                                                              |
| The Electric Horseman                                              | Sydney Pollack                  | Robert Redford, Jane Fonda | Statele Unite ale Americii                            | contemporary romantic Western                                             |
| The Frisco Kid                                                     | Robert Aldrich                  | Gene Wilder, Harrison Ford | Statele Unite ale Americii                            | comedy Western                                                            |
| Heartland                                                          | Richard Pearce                  | Conchata Ferrell, Rip Torn | Statele Unite ale Americii                            | revisionist Western                                                       |
| The Last Ride of the Dalton Gang                                   | Dan Curtis                      | Cliff Potts, Randy Quaid, Larry Wilcox | Statele Unite ale Americii                            | outlaw Western                                                            |
| The Legend of the Golden Gun                                       | Alan J. Levi                    | Jeff Osterhage, Carl Franklin, Robert Davi, Keir Dullea | Statele Unite ale Americii                            | B fantasy Western                                                         |
| Mr. Horn                                                           | Jack Starrett                   | David Carradine, Richard Widmark, Karen Black | Statele Unite ale Americii                            | biographical Western                                                      |
| The Sacketts                                                       | Robert Totten                   | Sam Elliott, Tom Selleck, Glenn Ford, Ben Johnson | Statele Unite ale Americii                            | Western tradițional                                                       |
| Sweet Savage                                                       | Ann Perry                       | Carol Connors, Aldo Ray, Beth Anna | Statele Unite ale Americii                            | adult (pornographic) Western                                              |
| Up River                                                           | Carl Kitt                       | Morgan Stevens, Jeff Corey | Statele Unite ale Americii                            | B Western                                                                 |
| Cactus Jack                                                        | Hal Needham                     | Kirk Douglas, Arnold Schwarzenegger | Statele Unite ale Americii                            | comedy Western                                                            |
| Wanda Nevada                                                       | Peter Fonda                     | Peter Fonda, Brooke Shields | Statele Unite ale Americii                            | comedy Western                                                            |
| The Wild Wild West Revisited                                       | Burt Kennedy                    | Robert Conrad, Ross Martin | Statele Unite ale Americii                            | Science Fiction Western (based on TV-series 'The Wild Wild West')         |